# Daurisches Naturreservat

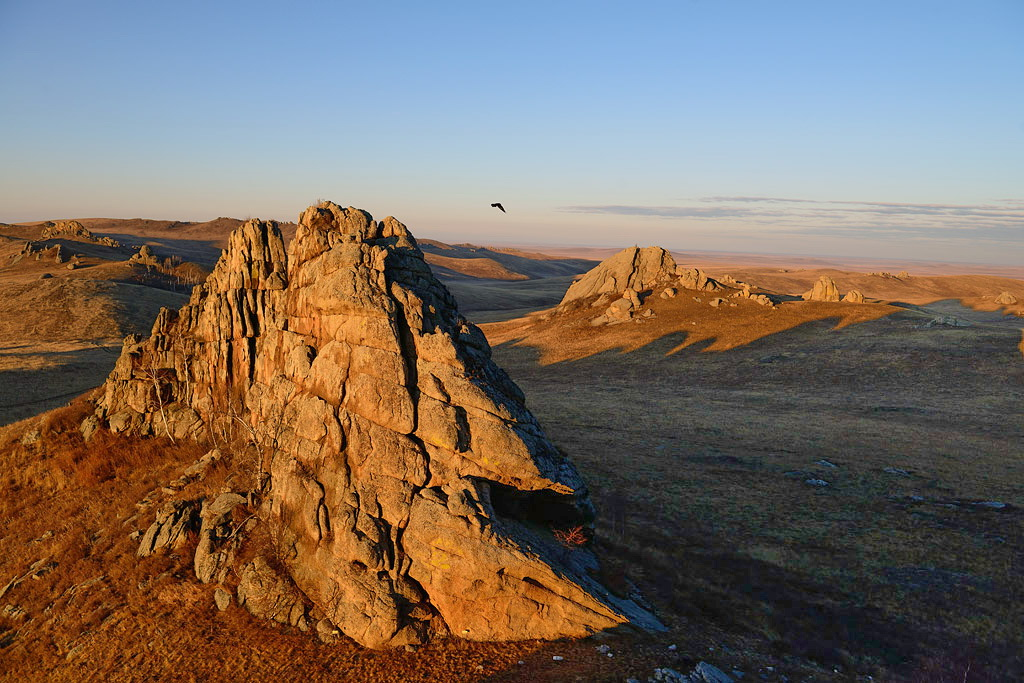

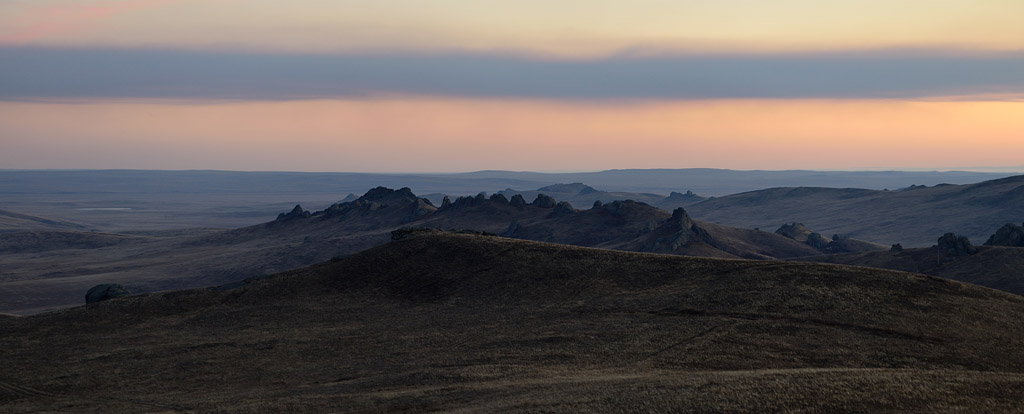

Das Staatliche Natur- und Biosphärenreservat „Daurski“ (russisch Госуда́рственный приро́дный биосфе́рный запове́дник «Дау́рский») ist ein russisches Naturschutzgebiet, das in den Daurischen Steppen der Region Transbaikalien im Grenzgebiet zur Mongolei liegt.
Das Schutzgebiet wurde im Jahr 1987 gegründet, um die Trockensteppen und Feuchtgebiete der Steppenregion Dauriens zu schützen. Es besteht nach einer Vergrößerung der Pufferzone nun aus einer Fläche von 208.600 ha, von denen der Hauptteil, etwa 163.800 ha, eine Pufferzone bilden. Die Kernzone verteilt sich auf neun Einzelgebiete, die in die Pufferzone eingebettet sind. Zusammen umfassen diese Kernzonengebiete etwa 44.800 ha. In den 1980er Jahren war die Ansiedlung des Przewalskipferdes im Gebiet geplant, was aber durch den Zusammenbruch der Sowjetunion verhindert wurde. Heute gibt es wieder derartige Pläne. Das Schutzgebiet beherbergt 48 Säugetierarten, 317 Vogelarten, drei Reptilien- und drei Amphibienarten, vier Fischarten, sowie etwa 800 Insektenarten. Das Reservat ist ein wichtiges Schutzgebiet für die Mongoleigazelle, auch Dzeren genannt, die in diesem Bereich ihr einziges noch bestehendes Vorkommen in Russland hat. Die Tiere haben sich in den letzten Jahren vermehrt und ihre Zahl im Umkreis des Reservates beträgt nach den Auskünften des Direktors Wadim Kiriljuk wieder 3.600–3.800 Tiere. Diese verteilen sich in der Region vor allem auf die Rajone Ononski, Borsja und Sabaikalsk. Weitere Arten der Roten Liste sind der Manul und der Daurische Igel.
Neuerdings wurde ein weiteres Reservat, Dolina Zerenow (Tal der Dzeren), gegründet, um die Wanderung der Dzeren zwischen Russland und der Mongolei zu gewährleisten.